# سیموندز یت
سیموندز یت (به انگلیسی: Symonds Yat) یک روستا در بریتانیا است که در گلاسترشر واقع شده‌است.